# Sant Aniol de Finestres
Sant Aniol de Finestres és un municipi de la comarca de la Garrotxa, a les Comarques Gironines. Situat en ple Parc Natural de la Zona Volcànica de la Garrotxa, amb un terreny accidentat per la serra de Finestres i la de Medes, a la dreta de la riera de Llémena.
Els nuclis principals del municipi són el poble de Sant Aniol de Finestres, més al nord, el veïnat de La Barroca, i el poble de Sant Esteve de Llémena, que és la capital municipal. Els termes d'aquests tres nuclis, que van tenir ajuntament propi fins a 1846, i el de Santa Maria de Finestres, unit a Sant Aniol de Finestres, són els que configuren el municipi actual des de la fi de l'Antic Règim Senyorial al primer terç del Segle XIX.
L'any 906 apareix la seva referència més antiga, en la qual és esmentat com a Castro Finestres (castell de Finestres); i l'any 947 quan es va fer la consagració de l'església de Santa Maria de Finestres dins la fortalesa. Encara es poden observar algunes restes de l'edificació. Tots quatre termes eren de la baronia de Santa Pau fins al final de l'Antic Règim Senyorial.
L'economia és agrícola, amb cultius de secà principalment i una petita extensió de regadiu per a hortalisses.

## Geografia
- Llista de topònims de Sant Aniol de Finestres (Orografia: muntanyes, serres, collades, indrets..; hidrografia: rius, fonts...; edificis: cases, masies, esglésies, etc).

## Demografia
| Entitat de població     | Habitants (2023) |
| Sant Esteve de Llémena  | 266              |
| Sant Aniol de Finestres | 70               |
| la Barroca              | 28               |
| Font: Idescat           |                  |

| 1497 f | 1515 f | 1553 f | 1717 | 1787 | 1857  | 1877  | 1887 | 1900 | 1910 |
| ------ | ------ | ------ | ---- | ---- | ----- | ----- | ---- | ---- | ---- |
| 39     | 60     | 53     | 194  | 747  | 1.280 | 1.016 | 935  | 936  | 940  |

| 1920  | 1930 | 1940 | 1950 | 1960 | 1970 | 1981 | 1990 | 1992 | 1994 |
| ----- | ---- | ---- | ---- | ---- | ---- | ---- | ---- | ---- | ---- |
| 1.039 | 991  | 890  | 829  | 658  | 392  | 275  | 281  | 248  | 248  |

| 1996 | 1998 | 2000 | 2002 | 2004 | 2006 | 2008 | 2010 | 2012 | 2014 |
| ---- | ---- | ---- | ---- | ---- | ---- | ---- | ---- | ---- | ---- |
| 251  | 251  | 270  | 288  | 291  | 289  | 319  | 342  | -    | 351  |

| 2016 | 2018 | 2020 | 2022 | 2024 | 2026 | 2028 | 2030 | 2032 | 2034 |
| ---- | ---- | ---- | ---- | ---- | ---- | ---- | ---- | ---- | ---- |
| 371  | 351  | 345  | 363  | 372  | -    | -    | -    | -    | -    |

## Llocs d'interès
- Ermita de la Mare de Déu de Bell-lloc
- Ermita de Sant Cebrià de Llémena, romànica del segle XII
- Ermita de Sant Julià, romànica del segle XII
- Ermita de Sant Roc de la Barroca
- Església de Sant Andreu de la Barroca (segle XVII)
- Església parroquial de Sant Aniol de Finestres, romànica datada l'any 992
- Església parroquial de Sant Esteve de Llémena, barroca dels segles XVI-XVIII
- Església Sant Joan de les Medes, romànica
- Església de Santa Maria de Finestres, romànica consagrada el 947
- Església de Sant Miquel de Bustins, romànica
- Jaciment del Roc de la Melca. Epipaleolític i poblat indígena
- Poblat de la Palomera o del Puig del Moro, poblat indígena
- Santuari de la Mare de Déu de Puig d'Elena o de Lena, també conegut com a Santa Maria de Sobrerroca, romànic